# Escoles Lacina
Les Escoles Lacina és una obra racionalista de l'Hospitalet de Llobregat (Barcelonès) inclosa a l'Inventari del Patrimoni Arquitectònic de Catalunya.

## Descripció
Edifici de planta baixa i pis, ampliat en un sector en un segon pis, a manera de torre. Domina el sentit volumètric, trencant cornises a diferents alçades i ressaltant les formes cúbiques i poligonals. Aquestes s'organitzen a partir del xamfrà en mig hexàgon que es remarca per la tribuna que sobresurt al segon pis de la façana. Hi ha dos balcons laterals amb baranes de laminat de ferro. Totes les obertures són rectangulars.